# Tomba del Diavolino II
La tomba del Diavolino II, nota anche come tomba del Pozzo dell'Abate, è un'antica sepoltura etrusca situata nella necropoli di Vetulonia, nei pressi dell'omonimo centro abitato del comune di Castiglione della Pescaia.

## Storia e descrizione
La tomba del Diavolino II è, insieme alla tomba della Pietrera, uno dei maggiori monumenti funebri della necropoli di Vetulonia. L'analoga tomba del Diavolino I non è più presente, in quanto smontata alla fine del XIX secolo per volere di Luigi Adriano Milani per essere ricostruita nei giardini del Museo archeologico nazionale di Firenze.
Si tratta di una tomba a cumulo di terra, delimitato da un triplice filare di pietre squadrate e da un tamburo a circolo intorno alla sepoltura. La camera sepolcrale quadrangolare è preceduta da un dromos in parte a cielo aperto nel primo tratto, in parte coperto. L'originario pilastro che sorreggeva la volta non è più presente ed è stato ricostruito intorno al 1980.